# 엔젤로드

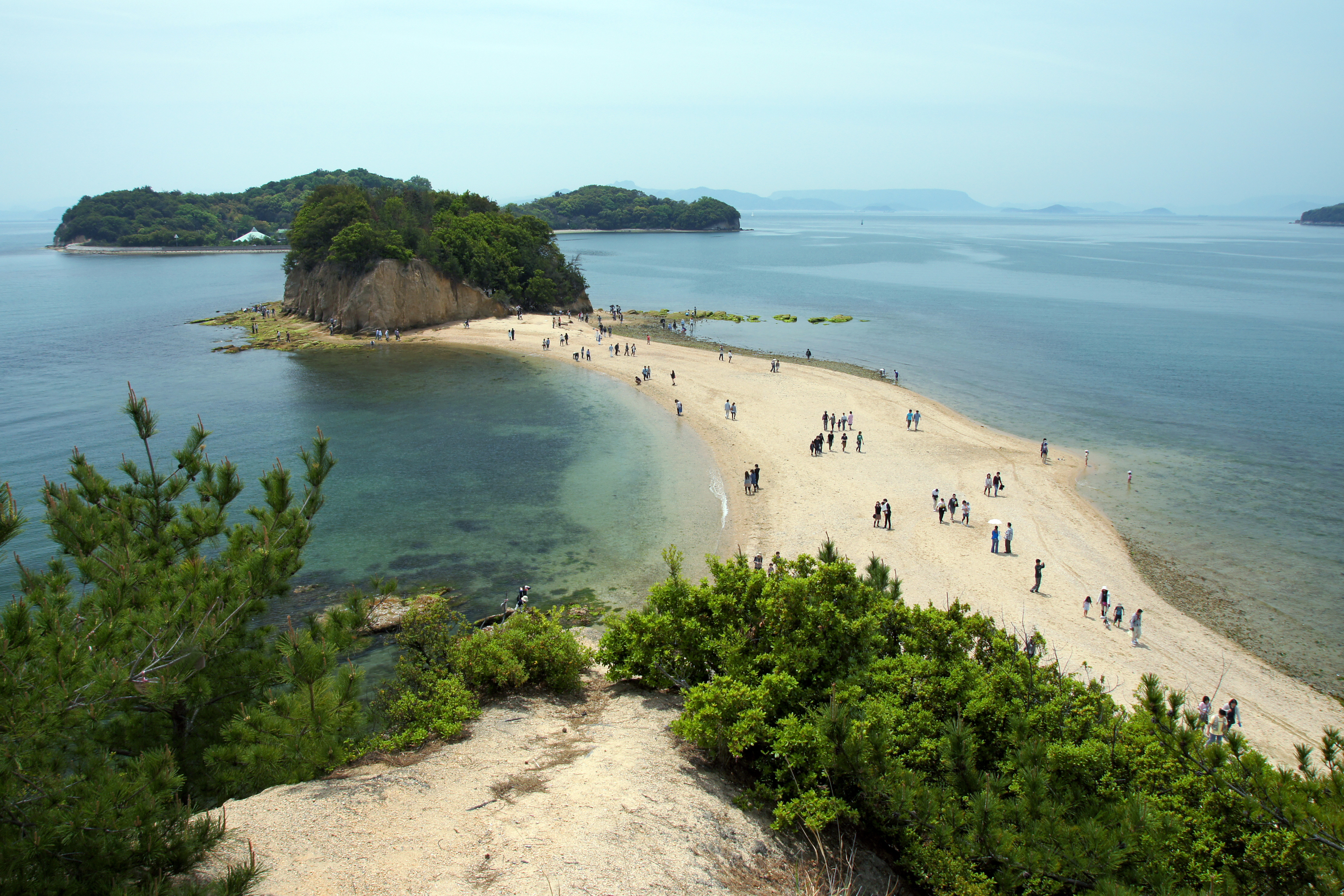
벤텐섬과 나카요시마를 이어주는 관문

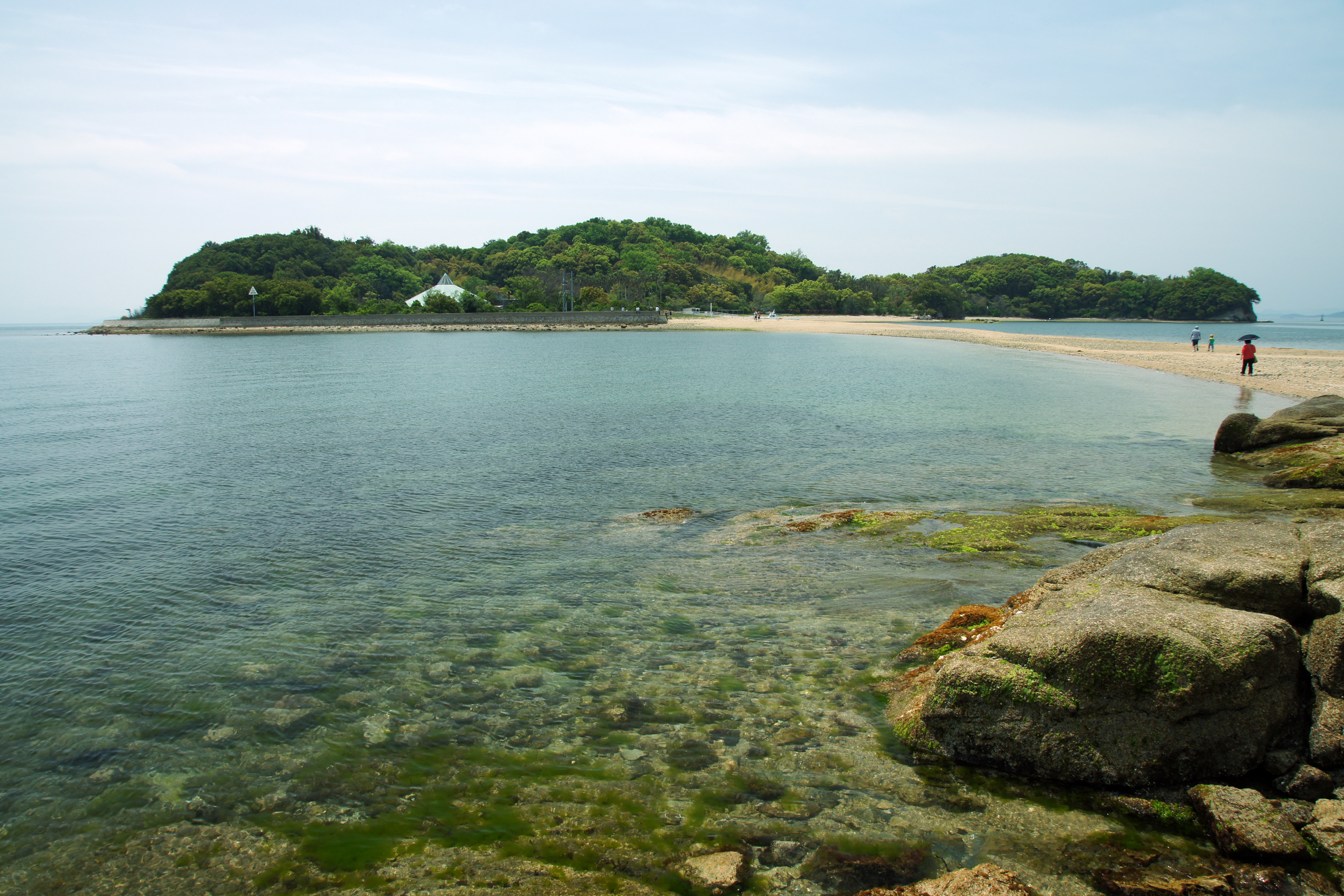
나카요시마와 오요시마를 사이에 이어주는 관문

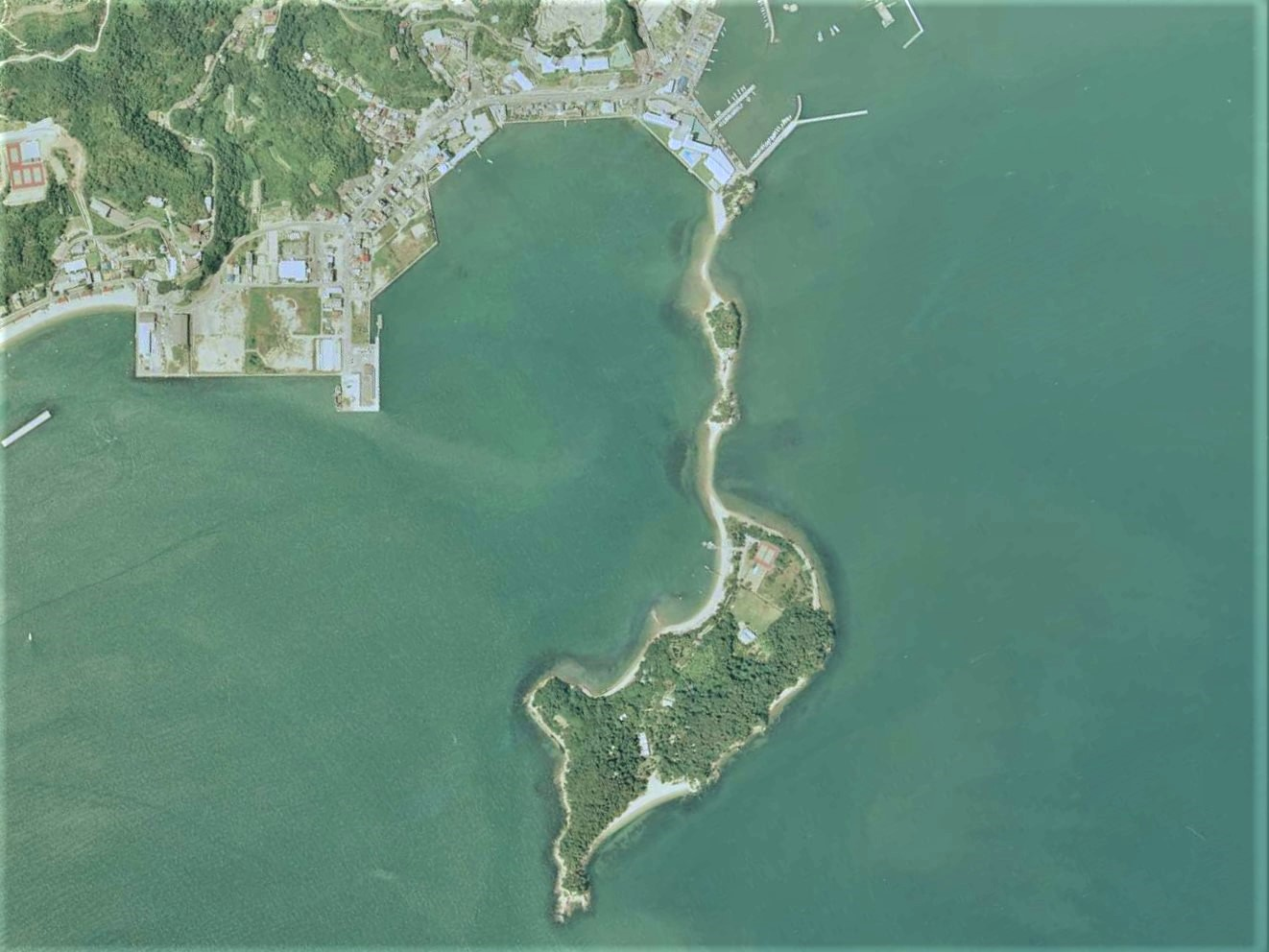
엔젤로드가 조성되기 직전의 섬 모습. 배경을 봐도 거의 형편없는 분위기를 가지고 있음. (1992년 촬영)

엔젤로드(エンジェルロード)는 가가와현 쇼즈군 도노쇼정에 위치한 사주이다. 그러나 이 장소는 이미 자연 경관으로 선정되어 있으며, 하루에 2회씩 물길이 열리는 장소로 유명하다.

## 미디어
- KBS 1TV의 걸어서 세계속으로에 이 장소가 소개되었다.
- KBS 2TV의 배틀트립에서도 물론 이 장소가 소개되기도 하였다.

## 같이 보기
- 제부도